# Shanghai Serenade
Shanghai Serenade (Originaltitel: chinesisch 摇啊摇，摇到外婆桥, Pinyin yáo a yáo, yáo dào wàipó qiáo – „Schaukeln und Wiegen, Wiegen bis zu Omas Brücke (ein Wiegenlied)“) (1995) ist ein Gangsterfilm des Produzenten Wu Yigong mit Zhang Yimou in der Regie und Gong Li in der Hauptrolle.
Hintergrund von diesem Film ist Shanghai am Anfang des 20. Jahrhunderts, als die Stadt eine Metropole Chinas und des fernen Ostens war.
Der Dorfjunge Shuisheng kommt in Shanghai an und sucht bei seinem Onkel in Shanghai Unterschlupf. Dieser Onkel ist Mitglied eines großen Mafiaclans und wird kurz darauf im Kampf mit einem anderen Clan getötet. Shuisheng dient dann der berühmten Nachtclubtänzerin Xiaojinbao (Gong Li), die zugleich auch Geliebte des Paten ist.
Ein großer Teil dieses Filmes ist in dem Städtchen Zhouzhuang aufgenommen, einer kleinen Stadt mit vielen Flüssen und hölzernen Brücken in der Provinz Jiangsu, nicht weit von Shanghai.

## Kritiken
- Lexikon des internationalen Films: Hinter der spannenden, prunkvoll und routiniert inszenierten Fabel um Verrat und Sühne offenbaren sich allegorische Bezüge zum China der 90er Jahre. Zeichen der Hoffnung auf eine bessere Zukunft reiben sich dabei am Bild des ewigen Kreislaufs von Macht, Verführung und Unterdrückung und umschreiben die Austauschbarkeit des einzelnen in der chinesischen Gesellschaft.[1]

- Prisma Online: Eine prachtvoll ausgestattete und brillant fotografierte Hommage an die US-Gangsterfilme der 30er Jahre von Zhang Yimou, dem Star-Regisseur der Kinoszene Chinas. Mit der Story spielt er auch auf die Machtkämpfe und den Materialismus im heutigen China an. Wie so oft in Yimous Filmen brillant in der Rolle der Nachtklubsängerin seine damalige Lebenspartnerin Gong Li.[2]

## Auszeichnungen
Der Film nahm am Wettbewerb der Internationalen Filmfestspiele von Cannes 1995 teil und gewann hier den Technik Grand Prix. Er wurde außerdem für einen Golden Globe Award in der Kategorie Bester ausländischer Film nominiert. Kameramann Lü Yue erhielt für seine Arbeit außerdem eine Oscarnominierung.